# Heddelshausen
Koordinaten: 50° 37′ 33″ N, 9° 17′ 12″ O
Heddelshausen ist eine Wüstung in der Gemarkung von Dirlammen, einem Ortsteil der Gemeinde Lautertal im Vogelsbergkreis in Hessen.
Der Ort lag etwa 8 km westlich von Lauterbach auf 450 m ü. NHN nordwestlich von Dirlammen am Wannbach an der Gemarkungsgrenze zu Meiches, etwa 1,5 km nördlich der Landesstraße 3163. Er wurde im Jahre 1427 als „Hetzelshausen“ erstmals urkundlich erwähnt, allerdings bereits als Wüstung. Die Flur des Dorfs lag wahrscheinlich auf beiden Seiten des Wannbachs: im Meicheser Walddistrikt „Gründel“ und in den Dirlammer Walddistrikten „Das Heddelshausen“ und „Zu Heddelshausen“. Dort deuten einige mittelalterliche Scherbenfunde, insbesondere jedoch Geländespuren wie Kurz- und Langstreifenfluren, Stufenraine, alte Ackerterrassen und Lesesteinwälle, um einen Kernflurbereich gruppiert, auf eine ehemals intensive landwirtschaftliche Nutzung hin.